# Ommer (Wipperfürth)
Ommer ist eine Hofschaft  von Wipperfürth im Oberbergischen Kreis im Regierungsbezirk Köln in Nordrhein-Westfalen (Deutschland).

## Lage und Beschreibung
Die Hofschaft liegt im Norden von Wipperfürth in 1 km Entfernung zur Neyetalsperre. Nachbarorte sind der Wipperfürther Stadtteil Sanderhöhe, Sonnenschein und Berghof. Im Südosten entspringt der in den Berghofer Bach mündende Ommersiepen.
Politisch wird der Ort durch den Direktkandidaten des Wahlbezirks 02 (020) Sanderhöhe und Wolfsiepen im Rat der Stadt Wipperfürth vertreten.

## Geschichte
1361 wird Ommer erstmals in einer Quittung des Engelberg Quad über den Empfang des Gutes „Omerin“ genannt. Auf der Karte Topographia Ducatus Montani aus dem Jahre 1715 ist in „Umer“ ein Hof eingezeichnet. Die Karte Topographische Aufnahme der Rheinlande von 1825 benennt die Hofschaft mit der heute noch üblichen Bezeichnung „Ommer“ und zeigt auf umgrenztem Hofraum drei getrennt liegende Grundrisse.

## Busverbindungen
Über die Haltestelle Wipperfürth Busbahnhof Sugères-Platz (VRS/OVAG) ist eine Anbindung an den öffentlichen Personennahverkehr gegeben.